# 姜白虎
姜白虎（韓語：강백호，1999年7月29日—），是韓國的棒球運動員之一，現效力於韓國職棒KT巫師隊，高中時為投打二刀流，進入職棒後以打擊為主，守備位置為外野手。

## 生平

### 進入職棒前
棒球生涯起步於小學2年級，高中時期同時擔任野手及投手，高中三年總計打擊率0.406，擊出10支全壘打及108分打點，並在2015年時打出高尺天空巨蛋啟用以來的首支全壘打，因此受到職棒球隊的關注，除此之外，在投球方面也曾投出時速153公里的快速球。
2017年，入選U-18世界盃棒球賽，並同時以投手和野手的身分出賽，最終韓國隊獲得亞軍。

### 進入職棒後
高中畢業後，參加2017年季中舉辦的二次選秀會，而姜白虎也被認為是該屆選秀會上的大熱門，果然在選秀會上被KT巫師隊以第一輪第一指名選進，成為選秀狀元，最終以簽約金4.5億韓元正式加盟KT巫師隊，追平韓國高中畢業野手的紀錄，而進入職棒後，因球團方針而以外野手為主，並在2018年以153支安打、29支全壘打及0.290的打擊率獲得新人王，其中29支全壘打也打破韓國職棒高中畢業球員最多全壘打的紀錄，並在季末獲得加薪，年薪來到1.2億韓元，加薪幅度高達344%。
2019年9月29日，在例行賽最後一場比賽登板投球，主投一局無失分，最快球速有149公里。
2020年，守備位置轉往一壘，並在季末拿下金手套獎。
2021年，於5月19日連續35場比賽上壘打破隊史紀錄，並在7月入選因嚴重特殊傳染性肺炎疫情而延期的奧運，在賽會中擊出7支安打，打擊率0.308。季末獲得一壘手金手套獎二連霸。
2022年，於3月29日因爬樓梯跌倒而導致腳趾骨折，預計將休養一個月。6月回到一軍，但在7月1日又因為腳傷休養6周，因此該年只出賽62場比賽，58支安打、打擊率0.245，是生涯新低。
2023年，入選經典賽，9月入選亞運，並順利獲得金牌，達成免役資格，但在10月26日因右側內斜肌斷裂而缺席季後賽，這也導致他無緣參加亞冠賽，連同剩下的季後賽也無法參加。

## 職棒生涯成績

### 打擊成績
| 年度 | 球隊   | 出賽 | 打數 | 安打 | 全壘打 | 打點 | 盜壘 | 三振 | 四死 | 壘打數 | 雙殺打 | 打擊率 | 上壘率 | 長打率 | OPS   |
| ---- | ------ | ---- | ---- | ---- | ------ | ---- | ---- | ---- | ---- | ------ | ------ | ------ | ------ | ------ | ----- |
| 2018 | KT巫師 | 138  | 527  | 153  | 29     | 84   | 3    | 124  | 52   | 276    | 4      | 0.290  | 0.356  | 0.524  | 0.879 |
| 2019 | KT巫師 | 116  | 438  | 147  | 13     | 65   | 9    | 87   | 61   | 217    | 11     | 0.336  | 0.416  | 0.495  | 0.911 |
| 2020 | KT巫師 | 129  | 500  | 165  | 23     | 89   | 7    | 93   | 71   | 272    | 7      | 0.330  | 0.411  | 0.544  | 0.939 |
| 2021 | KT巫師 | 142  | 516  | 179  | 16     | 102  | 10   | 85   | 103  | 269    | 7      | 0.347  | 0.450  | 0.521  | 0.971 |
| 2022 | KT巫師 | 62   | 237  | 58   | 6      | 29   | 0    | 44   | 23   | 88     | 6      | 0.245  | 0.312  | 0.371  | 0.683 |
| 2023 | KT巫師 | 71   | 238  | 63   | 8      | 39   | 3    | 55   | 31   | 99     | 1      | 0.265  | 0.347  | 0.416  | 0.763 |
| 2024 | KT巫師 | 144  | 550  | 159  | 26     | 96   | 6    | 127  | 59   | 264    | 6      | 0.289  | 0.360  | 0.480  | 0.840 |
| 合計 | 7年    | 802  | 3006 | 924  | 121    | 504  | 38   | 615  | 395  | 1485   | 42     | 0.307  | 0.388  | 0.494  | 0.882 |

### 投球成績
| 年度 | 球隊   | 出賽 | 先發 | 勝投 | 敗投 | 中繼 | 救援 | 完投 | 完封 | 三振 | 四死 | 責失 | 投球局數 | 自責分率 | 被上壘率 |
| ---- | ------ | ---- | ---- | ---- | ---- | ---- | ---- | ---- | ---- | ---- | ---- | ---- | -------- | -------- | -------- |
| 2019 | KT巫師 | 1    | 0    | 0    | 0    | 0    | 0    | 0    | 0    | 0    | 1    | 0    | 1.0      | 0.00     | 1.00     |
| 合計 | 1年    | 1    | 0    | 0    | 0    | 0    | 0    | 0    | 0    | 0    | 1    | 0    | 1.0      | 0.00     | 1.00     |

## 特殊事蹟
- 2018年9月15日，對三星獅隊敲出本季第22支全壘打，打破1994年由金宰炫締造的韓國職棒高中畢業球員的21支全壘打記錄[5]，並將記錄堆高至29支。
- 2019年，球團宣布將他加薪至1.2億韓圓，打破Kiwoom英雄隊外野手李政厚所創下的職棒二年級生年薪1.1億韓圓的記錄[6]。

## 軼事
- 他的姓名與日本漫畫主要人物櫻木花道在韓文版中的姓名相同[7]。

## 爭議
- 2021年，入選奧運，但在銅牌戰對戰多明尼加隊的比賽中被攝影機拍到在休息室嚼著口香糖且兩眼無神的樣子，而遭到韓國網友批評[8]，後在返回韓國後也向球迷致歉[9]。
- 2023年，於世界棒球經典賽首戰對上澳洲隊，在7局下半時韓國隊以4：5落後，1出局後球隊啟用代打派上姜白虎，成功擊出二壘安打，但因為後續的慶祝動作導致腳離開壘包而被對手觸殺出局，雖然第一時間判定為安全上壘，但經過電視輔助判決後確認姜白虎的腳確實有離開壘包，因此出局數成立，最後韓國7比8輸澳洲[10]。

## 外部連結
- 姜白虎在台灣棒球維基館上的頁面（繁體中文）
- 姜白虎在美國職棒官網（英语）
- 姜白虎在韓國職棒官網（打者）（英语）
- 姜白虎在Baseball-Reference.com（小聯盟以及海外聯盟）（英语）
- 姜白虎在Olympedia（英语）